# Пурок
Пурок — неофициальное подразделение в составе барангая на Филиппинах. Хотя пурок официально не считается единицей местного самоуправления, он часто служит территорией предоставления услуг и управления в пределах барангая.
Пурок обычно состоит из двадцати — пятидесяти или более домохозяйств, в зависимости от конкретного географического положения и плотности расположения домов. Термин «пурок» часто применяется к части урбанизированного барангая или району относительно географически компактного барангая. Это отличает его от ситио, который обычно представляет собой скопление домохозяйств в сельской местности с низкой плотностью. населения.
Если пурок был создан и наделен полномочиями постановлением барангая, муниципалитета или города, он мог выполнять государственные функции под координацией и надзором местных чиновников. Иногда член совета барангаев (таг. sangguniang baranggay) может быть признан лидером своего пурока.
Новые барангаи часто создаются путем официального перечисления пуроков и/или ситио, входящих в состав территории. В некоторых случаях отдельные пуроки могут быть названы и при создании муниципалитета, как в случае Шариф Сайдон Мустафа, Магинданао, где пуроки Восточного Либутана и Пагатин I были непосредственно названы в документе в качестве одной из составных частей нового муниципалитета.